# Mawlamyaing
Mawlamyaing (birmanisch: မော်လမြိုင်မြို့, Aussprache: [mɔ̀ləmjàiɴ mjo̰]), auch Mawlamyine geschrieben, früher: Moulmein, auch Mulmein ist die sechstgrößte Stadt in Birma (Myanmar) und liegt etwa 300 km südöstlich von Rangun und 70 km südlich von Thaton an der Mündung des Saluen- (Thanlwin)-Flusses. Zur Zeit der britischen Herrschaft trug die Stadt den Namen Moulmein.
Mit 300.000 Einwohnern ist Mawlamyaing die größte Stadt im Mon-Staat und der wichtigste Handels- und Warenumschlagplatz im südöstlichen Birma.

## Geschichte

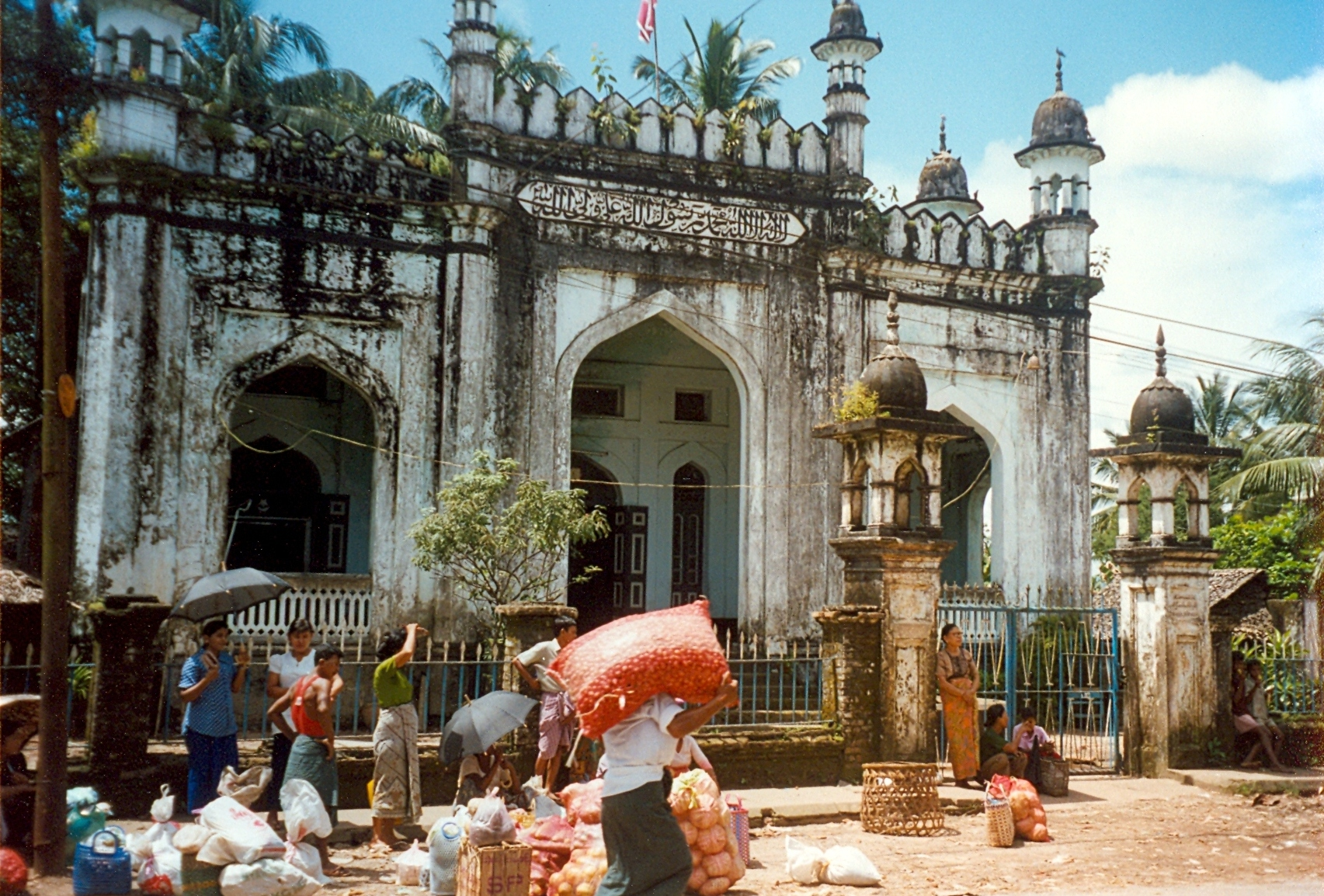
Moghul-Shah-Moschee

Der Name Mawlamyaing bedeutet etwa „zerstörtes Auge“. Die Sage geht, dass ein Fürst der Mon hier ein Auge verloren hat.
Mawlamyaing war zwischen 1826 und 1852 die erste Hauptstadt von Britisch-Birma, nachdem die Küste von Tenasserim (heute Tanintharyi-Division) zusammen mit Arakan (heute Rakhaing-Staat) erobert und mit dem Vertrag von Yandabo dem britischen Reich einverleibt worden war. Hier befand sich eine größere Zahl britischer Bürger, die meist mit der Gewinnung und dem Handel von Naturkautschuk beschäftigt waren. Die meisten Familien sind in der neueren Zeit nach Großbritannien zurückgekehrt oder nach Australien gegangen.
Während seiner Jahre in Birma diente etwa George Orwell hier als Polizeioffizier.

## Religion
Mawlamyaing ist Sitz des Bistums Mawlamyaing.

## Landschaft

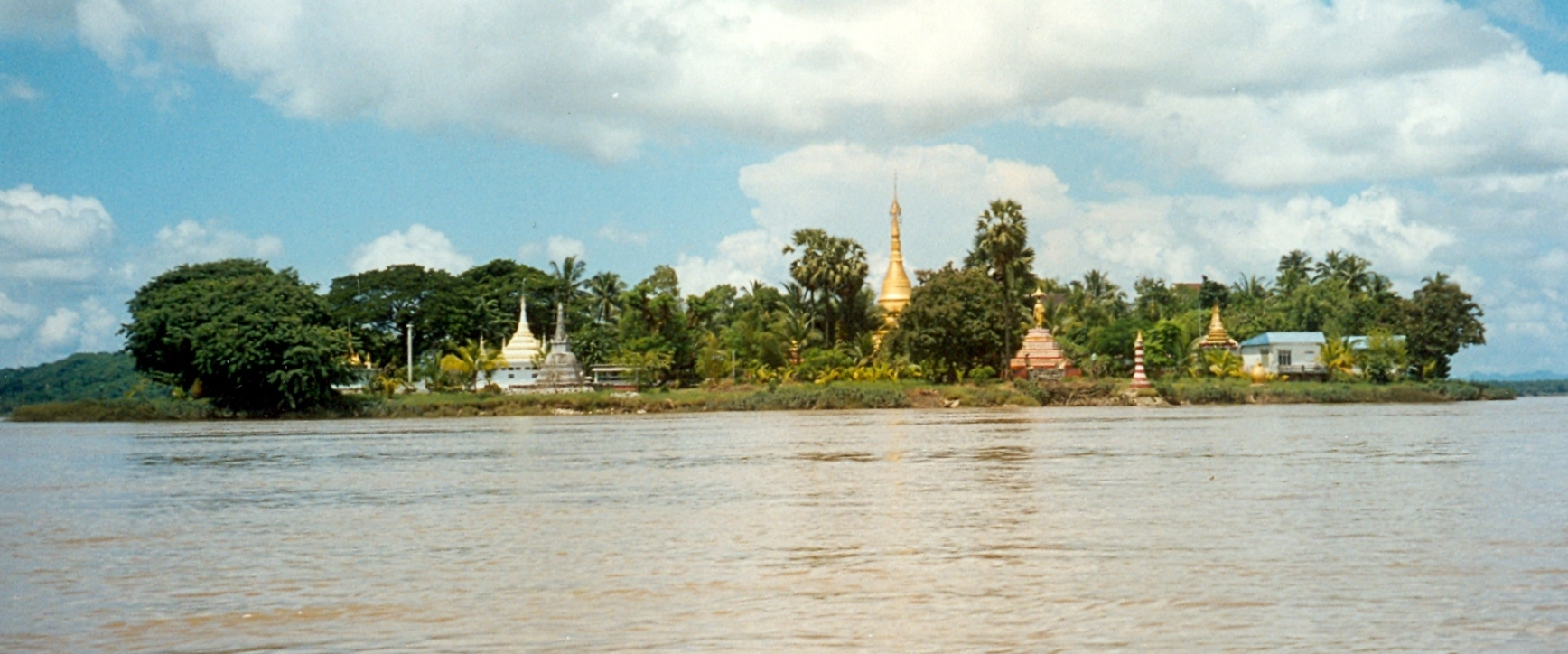
Shampoo Island nahe Mawlamyaing

In Mawlamyaing münden die Flüsse Gyaing, Attayan in den Saluen-Fluss, der hier ein Delta bildet und durch die Bilugyun-Insel geschützt wird, bevor er in den Golf von Martaban und die Andamanensee mündet. Die Stadt ist im Westen und Osten flankiert von Hügeln, auf denen alte Pagoden stehen.

## Wirtschaft
Mawlamyaing ist berühmt für seine Tropenfrüchte und für seine Küche. Dies kommt auch in der birmanischen Redensart „Mandalay fürs Reden, Rangun fürs Prahlen und Mawlamyaing fürs Essen“ zum Ausdruck.
Die Stadt besitzt viele Säge- und Reismühlen, denn Reis und Teakholz werden den Saluen heruntergebracht.
Früher war hier ein bedeutender Schiffbauplatz und ist immer noch ein großer Hafenplatz.

## Verkehr
Mawlamyaing bietet den Hauptzugang zum südöstlichen Birma. Die Thanlwin-Brücke zwischen Mawlamyaing und Mottama (Martaban) im Norden ist die bedeutendste Sehenswürdigkeit der Gegend und gleichzeitig die längste Straßen- und Eisenbahnbrücke des Landes. Sie erstreckt sich über mehr als 3 km  über den Saluen-Fluss und verbindet dabei den Süden des Landes mit Rangun.
Der Flughafen von Mawlamyaing bietet regelmäßige Flüge nach Rangun an.

## Söhne und Töchter der Stadt
- Cynthia Maung (* 1959), Medizinerin